# Хорюха
Хорюха — река в России, протекает в Кольском районе Мурманской области. Впадает в Верхнетуломское водохранилище. До образования водохранилища впадала в Нотозеро. Длина реки до образования водохранилища по данным государственного водного реестра России составляла 20 км, площадь водосборного бассейна была 119 км² (с учётом бассейна реки Пинавойд, которая тогда была притоком Хорюхи).
В бассейне реки находится озеро Ечозеро и много более мелких озёр.

## Данные водного реестра
По данным государственного водного реестра России относится к Баренцево-Беломорскому бассейновому округу, водохозяйственный участок реки — Тулома от истока до Верхнетуломского гидроузла, включая Нот-озеро, речной подбассейн реки — подбассейн отсутствует. Речной бассейн реки — бассейны рек Кольского полуострова, впадает в Баренцево море.
По данным геоинформационной системы водохозяйственного районирования территории РФ, подготовленной Федеральным агентством водных ресурсов:
- Код водного объекта в государственном водном реестре — 02010000312101000002612

Несмотря на то, что Верхнетуломское водохранилище было заполнено в 1964—1965 годах в реестре Хорюха считается притоком Нотозера.